# Beaverton, Michigan
Beaverton är en ort i Gladwin County i delstaten Michigan, USA.